# Стратифікація (медицина)
Стратифікація у медицині — диференціація пацієнтів за певною ознакою, важливою для даного медичного дослідження (стать, вік, вага, характер захворювання і т.д.). Метод стратифікації або ж стратифікаційної рандомізації часто використовується в доказовій медицині при проведені клінічних випробувань. Суть методу полягає у врахуванні в дослідженні факторів, що можуть вплинути на результат експерименту. Наприклад, при клінічному дослідженні препарату, дія якого може різнитися залежно від віку піддослідного, пацієнтів спочатку ділять на підгрупи залежно від віку, а вже після цього проводять рандомізацію для кожної підгрупи окремо.